# Luceria lactealis
Luceria lactealis là một loài bướm đêm trong họ Erebidae.